# Biathlon ai XXIV Giochi olimpici invernali - Staffetta 4x7,5 km maschile
La gara della staffetta 4x7,5 km maschile di biathlon dei XXIV Giochi olimpici invernali di Pechino è stata disputata il 15 febbraio 2022, a partire dalle ore 14:30 (UTC+8), presso il National Biathlon Centre di Zhangjiakou. Vi hanno partecipato 21 squadre nazionali.
La competizione è stata vinta dalla squadra norvegese, mentre l'argento e il bronzo sono andati rispettivamente alla squadra francese e a quella del ROC.

## Risultati
| Pos.    | Nº | Nazione                                                                                | Tempo                                     | Errori (P+S)                              | Distacco |
| ------- | -- | -------------------------------------------------------------------------------------- | ----------------------------------------- | ----------------------------------------- | -------- |
| Oro     | 1  | Norvegia Sturla Holm Lægreid Tarjei Bø Johannes Thingnes Bø Vetle Sjåstad Christiansen | 1h19'50"2 20'21"2 20'40"1 19'10"9 19'38"0 | 8 (1+7) 4 (1+3) 2 (0+2) 0 (0+0)           | -        |
| Argento | 3  | Francia Fabien Claude Émilien Jacquelin Simon Desthieux Quentin Fillon Maillet         | 1h20'17"6 19'48"7 20'01"2 20'20"6 20'07"1 | 9 (0+9) 2 (0+2) 1 (0+1) 3 (0+3)           | +27"4    |
| Bronzo  | 2  | ROC Said Karimulla Khalili Aleksandr Loginov Maksim Cvetkov Ėduard Latypov             | 1h20'35"5 19'40"9 19'32"8 20'15"5 21'06"3 | 8 (2+6) 1 (0+1) 2 (0+2) 0 (0+0) 5 (2+3)   | +45"3    |
| 4       | 4  | Germania Erik Lesser Roman Rees Benedikt Doll Philipp Nawrath                          | 1h20'54"5 20'21"8 20'15"0 19'36"3 20'41"4 | 10 (1+9) 3 (0+3) 1 (0+1) 5 (1+4)          | +1'04"3  |
| 5       | 8  | Svezia Peppe Femling Jesper Nelin Martin Ponsiluoma Sebastian Samuelsson               | 1h21'39"6 20'18"5 21'01"5 20'05"0 20'14"6 | 14 (1+13) 4 (0+4) 5 (1+4) 4 (0+4) 1 (0+1) | +1'49"4  |
| 6       | 10 | Canada Adam Runnalls Christian Gow Jules Burnotte Scott Gow                            | 1h21'46"5 20'33"2 20'36"8 20'32"6 20'03"9 | 11 (2+9) 5 (1+4) 4 (1+3) 2 (0+2) 0 (0+0)  | +1'56"3  |
| 7       | 7  | Italia Thomas Bormolini Tommaso Giacomel Lukas Hofer Dominik Windisch                  | 1h21'48"8 20'11"8 20'14"5 20'38"4 20'44"1 | 15 (2+13) 2 (0+2) 3 (0+3) 5 (1+4)         | +1'58"6  |
| 8       | 5  | Bielorussia Mikita Labastau Dzmitry Lazouski Maksim Varabei Anton Smol'ski             | 1h21'48"8 19'41"8 20'43"9 21'13"8 20'09"7 | 13 (2+11) 3 (0+3) 2 (0+2) 5 (2+3) 3 (0+3) | +1'59"0  |
| 9       | 6  | Ucraina Bohdan Cymbal Artem Pryma Anton Dudchenko Dmytro Pidručnyj                     | 1h23'31"5 20'22"9 21'05"4 20'49"9 21'13"3 | 16 (4+12) 2 (0+2) 5 (1+4) 4 (1+3) 5 (2+3) | +3'41"3  |
| 10      | 14 | Austria David Komatz Simon Eder Felix Leitner Harald Lemmerer                          | 1h23'31"9 20'34"2 20'33"2 20'10"9 22'13"6 | 10 (2+8) 2 (0+2) 0 (0+0) 6 (2+4)          | +3'41"7  |
| 11      | 11 | Slovenia Miha Dovžan Jakov Fak Lovro Planko Rok Tršan                                  | 1h24'09"6 20'23"6 20'43"1 21'33"7 21'29"2 | 10 (0+10) 1 (0+1) 4 (0+4) 3 (0+3) 2 (0+2) | +4'19"4  |
| 12      | 9  | Svizzera Sebastian Stalder Benjamin Weger Niklas Hartweg Joscha Burkhalter             | 1h24'12"3 20'58"0 20'22"0 20'10"0 22'42"3 | 9 (1+8) 0 (0+0) 2 (0+2) 0 (0+0) 7 (1+6)   | +4'22"1  |
| 13      | 15 | Stati Uniti Sean Doherty Jake Brown Paul Schommer Leif Nordgren                        | 1h25'33"0 20'47"2 21'11"5 21'21"2 22'13"1 | 16 (3+13) 5 (1+4) 4 (1+3) 2 (0+2) 5 (1+4) | +5'42"8  |
| 14      | 17 | Lituania Tomas Kaukėnas Vytautas Strolia Karol Dombrovski Linas Banys                  | 1h25'37"8 21'10"3 21'11"6 21'25"9 21'50"0 | 11 (0+11) 2 (0+2) 3 (0+3) 1 (0+1) 5 (0+5) | +5'47"6  |
| 15      | 16 | Estonia Rene Zahkna Kristo Siimer Kalev Ermits Raido Ränkel                            | 1h26'03"6 21'25"8 22'26"7 20'56"9 21'14"2 | 14 (2+12) 4 (1+3) 7 (1+6) 2 (0+2) 1 (0+1) | +6'13"4  |
| 16      | 20 | Cina Cheng Fangming Yan Xingyuan Zhu Zhenyu Zhang Chunyu                               | 1h26'27"5 20'12"8 22'37"5 21'46"2 21'51"0 | 13 (2+11) 1 (0+1) 7 (2+5) 4 (0+4) 1 (0+1) | +6'37"3  |
| 17      | 12 | Finlandia Heikki Laitinen Tero Seppälä Olli Hiidensalo Tuomas Harjula                  | 1h26'57"7 22'27"8 20'34"7 21'25"2 22'30"0 | 18 (4+14) 7 (2+5) 2 (0+2) 4 (0+4) 5 (2+3) | +7'07"5  |
| 18      | 18 | Bulgaria Blagoy Todev Vladimir Iliev Dimitar Gerdzhikov Anton Sinapov                  | 1h27'05"3 22'27"2 20'26"6 21'58"4 22'13"1 | 13 (2+11) 3 (0+3) 2 (0+2) 4 (1+3)         | +7'15"1  |
| 19      | 13 | Rep. Ceca Jakub Štvrtecký Mikuláš Karlík Adam Václavík Michal Krčmář                   | LAP 22'55"8 20'29"3 LAP -                 | 18 (4+14) 8 (2+6) 5 (0+5) 5 (2+3) -       | -        |
| 20      | 21 | Belgio Florent Claude Thierry Langer Tom Lahaye-Goffart César Beauvais                 | LAP 21'01"7 22'08"2 LAP -                 | 8 (0+8) 2 (0+2) 3 (0+3) -                 | -        |
| 21      | 19 | Slovacchia Michal Šíma Matej Baloga Šimon Bartko Tomáš Sklenárik                       | LAP 21'39"2 22'10"1 LAP -                 | 12 (2+10) 2 (0+2) 3 (0+3) 7 (2+5) -       | -        |